# Stephen Mark Gardiner
Stephen Mark Gardiner (* 1967 in England) ist US-amerikanischer Moralphilosoph und Professor an der University of Washington. Schwerpunkt seiner Arbeit sind Klimaethik und Tugendethik. Größere Aufmerksamkeit hat er mit seiner Charakterisierung der ethischen Probleme des Klimawandels als Perfect Moral Storm und seinem gleichnamigen Buch erlangt.

## Leben und Werk
Gardiner wurde 1967 in England geboren und wuchs dort auf. Er studierte an der University of Oxford und schloss 1990 mit einem B.A. in Philosophie, Politik und Ökonomik ab. Im Jahr 1993 erwarb er einen M.A. in Philosophie der University of Colorado. Thema seiner Dissertation, mit der er 1999 einen Ph.D. in Philosophie der Cornell University erhielt, war Aristoteles’ Tugendethik. Anschließend lehrte bis 2004 als Dozent an der University of Canterbury, Neuseeland, und von 2003 bis 2004 auch als Assistenzprofessor an der University of Utah.
Gardiner ist seit Juli 2004 Professor für Philosophie und für die menschliche Dimension der Umwelt an der University of Washington, Seattle.
Gardiner Hauptforschungsgebiete sind Umweltethik, Klimaethik, zukünftige Generationen und Tugendethik. Sein Review der Klimaethik aus dem Jahr 2004, Ethics and Global Climate Change, ist seine meistzitierte Arbeit und gilt als nach wie vor führend.

## Der perfekte moralische Sturm

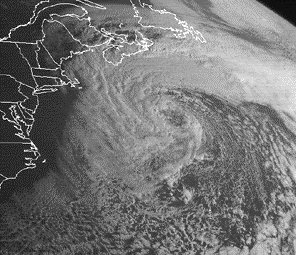
Der so genannte perfekte Sturm aus dem Herbst 1991, der im Zusammenwirken dreier Einzelstürme besonders gefährlich wurde.

Gardiner prägte die Metapher vom perfekten moralischen Sturm, den der menschenverursachte Klimawandel darstelle, erstmals in einem Aufsatz aus dem Jahr 2006 und später in einem gleichnamigen Buch aus dem Jahr 2011. Die englische Redewendung „A perfect storm“ bezeichnet sinngemäß das schlimmstmögliche Zusammentreffen unglücklicher Umstände. Gardiner wollte mit seinem Bild „A Perfect Moral Storm“, deutsch wörtlich „Ein perfekter moralischer Sturm“, auf Sebastian Jungers Buch „The Perfect Storm“ anspielen. Junger erzählt darin die Geschichte eines Fischerbootes, das in drei zusammentreffende Stürme gerät und sinkt.
Gardiner sieht die Menschheit in einem Boot, die mit dem Problem der globalen Erwärmung vor einer der größten Herausforderungen ihrer Geschichte steht. Die Eigenschaften des Problems, von Gardiner zusammengefasst in drei moralische Stürme, machen es zu einer gewaltigen Herausforderung, überhaupt an eine Lösung heranzugehen, auch wenn Klarheit über die Herangehensweise selbst bestünde. Denn die Struktur des Problems drohe, Gardiner zufolge, den Handlungswillen moralisch zu korrumpieren.
Das Problem des Klimawandels ist, nach Gardiner, durch einen globalen (räumlichen), einen temporalen (zeitlichen) und einen theoretischen Sturm geprägt, die zusammenwirken und sich gegenseitig verstärken. Sowohl räumlich als auch zeitlich
1. fallen Ursachen und Wirkungen auseinander,
2. gibt es eine Vielzahl von kaum miteinander verbundenen Verursachern (Fragmentierung) und
3. sind nur unzureichende Institutionen vorhanden.

Die Struktur des Problems mache uns anfällig für moralische Korruption. Trotz moralischer Verpflichtung würden wir nicht ernsthaft handeln, sondern ausweichende Strategien anwenden. Dazu gehören Ablenkung, Selbstzufriedenheit aufgrund völlig unzureichender Maßnahmen (Gardiner nennt hier als Beispiel das Kyoto-Protokoll), unvernünftige Zweifel oder selektive Aufmerksamkeit. Letztlich biete die Komplexität des Problems bequeme Vorwände, kaum wirksames Handeln zu beschließen und die Last an spätere Generationen weiterzugeben.

“My thesis is this. The peculiar features of the climate change problem pose substantial obstacles to our ability to make the hard choices necessary to address it. Climate change is a perfect moral storm. One consequence of this is that, even if the difficult ethical questions could be answered, we might still find it difficult to act. For the storm makes us extremely vulnerable to moral corruption.”

„Meine These ist diese. Die besonderen Eigenschaften des Klimawandel-Problems stellen erhebliche Hindernisse für unsere Fähigkeit dar, die schweren Entscheidungen zu treffen, die nötig sind sich mit ihm auseinanderzusetzen. Der Klimawandel ist der perfekte moralische Sturm. Eine Folge ist, dass, selbst wenn wir die schweren ethischen Fragen beantworten könnten, es uns trotzdem schwer fallen würde zu handeln. Denn der Sturm macht uns außerordentlich anfällig für moralische Korruption.“

### Der globale Sturm

Kumulierte Emissionen pro Kopf, 1950–2000: Globale Fragmentierung der historischen Verantwortung.

Gleich, wo Treibhausgase emittiert werden, sie verteilen sich überall hin. Während die Emissionen zum großen Teil durch Industrieländer verursacht werden, sind von den Folgen der globalen Erwärmung vorwiegend andere, zum großen Teil weit entfernte, verwundbare und ärmere Länder betroffen, die historisch wenig emittiert haben und gegenwärtig immer noch vergleichsweise wenig emittieren. Es ist für Staaten individuell rational, kaum zu handeln. Das Problem hat damit, unter anderem, die Struktur einer Tragödie der Allmende, einer speziellen Form des Gefangenendilemmas. Hinzu kommt, dass die Ursachen des Problems, nämlich Treibhausgasemissionen, nahezu überall in der Infrastruktur der gegenwärtigen Gesellschaft angelegt sind und ein ambitionierter Klimaschutz den verbreiteten Lebensstil weitgehend in Frage stellt. Lassen sich nicht nahezu perfekte Substitute finden, so wird es große Widerstände gegen Klimaschutz geben.

### Der intergenerationelle Sturm

Intergenerationelle Fragmentierung: Auch bei strengem Klimaschutz einer Generation verbleiben die Treibhausgaskonzentrationen lange in der Atmosphäre und wirken über viele Generationen.

Das über viele Jahrzehnte durch viele Generationen verursachte, kumulierte Emissionsniveau ist entscheidend für Art und Ausmaß der Folgen. Vergangene und gegenwärtige Emissionen verbleiben über Jahrhunderte bis zehntausende Jahre in der Atmosphäre und wirken über viele Generationen. Gegenwärtig lebende Menschen sind von ihren eigenen Emissionen vergleichsweise wenig betroffen.
Jetzt lebende Generationen haben damit kaum einen Anreiz zu handeln und reichen den schwarzen Peter weiter. Doch damit gilt die gleiche Anreizstruktur auch für die nachfolgende Generation, die ebenfalls den Schwarzen Peter weiterreicht usw. Es entsteht eine Art intergenerationelles Gefangenendilemma, das Gardiner als das Pure Intergenerational Problem bezeichnet. Durch Investitionen in kohlenstoffintensive Infrastruktur, resultierende versunkene Kosten und Lock-in-Effekte sowie durch exponentielles Wirtschaftswachstum kann Nicht-Handeln sogar die Bürde für die jeweils nächste Generation noch erschweren und damit für sie Nicht-Handeln noch attraktiver erscheinen lassen.
Politische Institutionen haben für solche Probleme in der Regel einen zu kurzen Zeithorizont. Während jedoch für gleichzeitig existierende, räumlich getrennte Verursacher ein vereintes Vorgehen zumindest möglich ist, scheidet es für zeitlich getrennte Verursacher aus. Gardiner sieht den zeitlichen Sturm als noch gravierender an als den globalen Sturm.

### Der theoretische Sturm
Werkzeuge mit sehr langfristigen Problemen umzugehen, sind, Gardiner zufolge, nicht hinreichend entwickelt. Er erwähnt hier das ökonomische Werkzeug der sozialen Kosten-Nutzen-Analyse. Es bestünden Schwierigkeiten, internationale Gerechtigkeit, intergenerationelle Ethik, wissenschaftliche Unsicherheit oder ein angemessenes Verhältnis zwischen Mensch und Natur zu berücksichtigen. Bei der globalen Erwärmung kommen alle diese Schwierigkeiten zusammen.

### Rezeption
Gardiners Beschreibung der Eigenheiten des Klimawandelproblems fand in der Fachwelt viel Aufmerksamkeit. Sein Artikel aus dem Jahr 2006 und Vorarbeiten wurden in Anthologien zur Umweltethik und zum Klimawandel aufgenommen. Die Metapher vom perfekten moralischen Sturm und die vorgeschlagene Struktur wurde von anderen Ethikern in der Analyse des Problems und möglicher Lösungen herangezogen. Die ausführlichere Darstellung in seinem Buch 2011 fand auch in der Öffentlichkeit Beachtung. So nannte Der Standard es eines „der besten und hellsichtigsten Bücher zur ‚ethischen Tragödie des Klimawandels‘“.
Der US-amerikanische Philosoph Dale Jamieson sieht Gardiners Buch als gelungen an, es erkläre weitgehend, warum die Menschheit bislang daran gescheitert ist zu handeln. Anders als Gardiner ist Jamieson jedoch der Ansicht, dass die Menschheit noch nicht über ausreichende moralische Normen und Konzepte verfüge, die den Klimawandel adressieren und denen die Menschheit nicht gerecht würden. Es würde sich also um ein schwerwiegendes ethisches Versagen, eine Tragödie handeln, aber das sei etwas anderes als seinen eigenen Prinzipien nicht gerecht zu werden. Jamieson sieht die Herausforderung darin, neue moralische Normen zu entwickeln, die dem Problem gerecht werden.
Für Peter Singer ist Gardiners Betrachtungsweise eine, die extremen Pessimismus nahelegt. Dem hält er entgegen, dass zum Beispiel die
Haltung vieler europäische Länder etwas Anlass zur Hoffnung gebe, auch wenn sie immer noch viel zu wünschen übrig lasse. Singer kritisiert die Haltung der USA heftig, die, nachdem sie wesentlichen Einfluss auf das Kyoto-Protokoll genommen hatte, dieses nicht ratifizierte. Aber auch die USA seien schon von Extremereignissen wie Hurrikan Katrina betroffen, und es könnte daher für die USA einen Grund geben, schon aus Eigeninteresse doch zu handeln.

## Schriften

### Monografien
- Stephen M. Gardiner: A Perfect Moral Storm: The Ethical Tragedy of Climate Change. Oxford University Press, New York 2011, ISBN 978-0-19-537944-0.
- Stephen M. Gardiner und David A. Weisbach: Debating Climate Ethics (= Debating Ethics). Oxford University Press, New York 2016, ISBN 978-0-19-999648-3.

### Aufsätze (Auswahl)
- Stephen M. Gardiner: A Perfect Moral Storm: Climate Change, Intergenerational Ethics and the Problem of Moral Corruption. In: Environmental Values. Band 15, 2006, S. 397–413, doi:10.3197/096327106778226293, JSTOR:30302196.
- Stephen M. Gardiner: A Core Precautionary Principle. In: The Journal of Political Philosophy. Band 14, Nr. 1, 2006, S. 33–60, doi:10.1111/j.1467-9760.2006.00237.x (PDF).
- Stephen M. Gardiner: The Real Tragedy of the Commons. In: Philosophy & Public Affairs. Band 30, Nr. 4, 2005, S. 387–416, doi:10.1111/j.1088-4963.2001.00387.x.
- Stephen M. Gardiner: Ethics and Global Climate Change. In: Ethics. Band 114, Nr. 3, 2004, doi:10.1086/382247, JSTOR:382247.
- Stephen M. Gardiner: The Pure Intergenerational Problem. In: The Monist. Band 86, Nr. 3, 2003, S. 481–500, doi:10.5840/monist200386328.

### Herausgeberschaft
- Stephen Gardiner, Simon Caney, Dale Jamieson und Henry Shue (Hrsg.): Climate Ethics: Essential Readings. Oxford University Press, Oxford 2010.
- Stephen Gardiner: Virtue Ethics: Old and New. Cornell University Press, Cornell 2005.